# CAE Global Academy Phoenix
CAE Global Academy Phoenix (previamente Sabena Airline Training Center) es una escuela de pilotos de líneas aéreas que pertenece a la empresa canadiense CAE.
La escuela está ubicada en el aeropuerto de Mesa Falcon Field. Antigua filial de Sabena Flight Academy, la escuela entrena a 400 estudiantes por año, incluyendo los pilotos de Vietnam Airlines.
Cuenta con una flota de 49 aviones: 4 Diamond DA42-L360, 10 Diamond DA40-180, 15 Diamond DA20-C1, 11 Piper Archer, 8 Piper Arrow y 1 Beechcraft 90.